# Morbio Inferiore
Morbio Inferiore es una comuna suiza del cantón del Tesino, situada en el distrito de Mendrisio, círculo de Balerna. Limita al norte con la comuna de Breggia, al este con Vacallo, al sur con Chiasso, al suroeste con Balerna y al noroeste con Castel San Pietro.